# Elżbieta Krasińska
Elżbieta Franciszka (Eliza) z Branickich Krasińska (ur. 15 stycznia 1820 w Tomaszpolu, zm. 15 maja 1876 w Krakowie) – polska arystokratka, epistolografka, malarka i rysowniczka amatorka.

## Życie prywatne
Była najstarszą z trzech córek Władysława Branickiego z Białej Cerkwi i Róży z Potockich. Ochrzczona jako Elżbieta Franciszka, na co dzień nazywana była Elizą, ewentualnie Lizą. Trzy siostry Branickie Elżbieta, Zofia i Katarzyna otrzymały takie pierwsze imiona jak ich ciotki, córki hetmana – Elżbieta Woroncowa, Zofia Potocka i Katarzyna Sanguszkowa-Potocka.
Dnia 26 lipca 1843 roku w Dreźnie Elżbieta Franciszka Branicka wyszła za mąż za Zygmunta Krasińskiego, z którym miała czworo dzieci: Władysława, Zygmunta, Marię Beatrix (żonę Edwarda Aleksandra Raczyńskiego) oraz Elżbietę. Po śmierci Zygmunta w lutym 1859 roku, 10 maja 1860 roku, poślubiła Ludwika Krasińskiego.
Zbeletryzowaną biografię Krasińskiej pod tytułem „W błękitnym kręgu. Opowieść o Elizie z Branickich Krasińskiej i jej 
środowisku” w 2004 roku wydał Zbigniew Sudolski. Przygotował on również czterotomową edycję wyboru jej korespondencji, która ukazała się w latach 1995–1996 jako „Świadek epoki. Listy Elizy z Branickich Krasińskiej z lat 1835–1876”. Zachowana epistolografia, licząca ponad 18 tys. stron, obejmuje głównie listy wysyłane do siostry Katarzyny z Branickich Potockiej, ciotki Zofii z Branickich Potockiej oraz kuzynki Aleksandry Potockiej.

## Działalność artystyczna
Malarstwa, od 1847 roku, uczył ją przyjaciel Ary Scheffer. Pobierała również lekcje u Franza Xavera Winterhaltera i Eugène'a Delacroix.
Wykonywała głównie wyidealizowane portrety, przeważnie osób z bliskiego otoczenia. Zachowało się pięć obrazów olejnych przez nią namalowanych. Jest autorką m.in. trzech portretów Zygmunta Krasińskiego; pierwszy portret olejny wykonany został w 1843 roku i znajdował się w Muzeum Czartoryskich w Krakowie (zaginiony), drugi datowany na rok 1846 (losy nieznane), trzeci portret olejny znajduje się w Muzeum Narodowym w Warszawie. 
Poza portretami tworzyła obrazy religijne, m.in. na zlecenie kościołów i zakonów. Dla warszawskich szarytek wykonała „Chrystusa najświętsze serce”, a w 1876 roku pracowała nad obrazem dla świątyni opinogórskiej. Dwa obrazy Elizy Krasińskiej o tematyce sakralnej „Pocałunek Judasza” i „Chrystus Pan błogosławiący dzieci” zostały zaprezentowane w Warszawie na Wystawie Krajowej Sztuk Pięknych w 1860 roku.
Elżbieta Franciszka Krasińska wykonywała również malowidła na aksamitnych pokryciach mebli do swojego warsztatu, salonu oraz na wachlarzach. Malowała także wzory na ornaty oraz rzeźbiła, o czym świadczą informacje zawarte w jej korespondencji, a także zachowane „Popiersie mężczyzny” ze zbiorów Muzeum Narodowego w Warszawie.

## Twórczość
Prócz trzech wymienionych portretów Eliza Krasińska jest autorką następujących prac:
- Portret syna Zygmunta – ołówek, kredka, akwarela, gwasz, sygnowany „Heidelberg EK 1848”, Muzeum Narodowe w Warszawie (MNW);
- Portret syna Zygmunta – ołówek, akwarela, dawne Muzeum Ordynacji Krasińskich w Warszawie (zaginiony);
- dwa portrety pośmiertne córki Elżbiety z 1857 roku;
- Portret młodej kobiety w turbanie – Biblioteka Jagiellońska;
- Portret Zofii z Potockich Zamoyskiej – ołówek, sygnowany, 1865, Muzeum Romantyzmu w Opinogórze;
- Młoda kobieta – kredka, sygnowany, 1865;
- Głowa młodej kobiety – kredka, sygnowany;
- Portret córki Marii – rysunek;
- Portret Adama Krasińskiego – rysunek kredką, Muzeum Okręgowe w Rzeszowie;
- Wschodnia piękność – rysunek kredką, 1863, Muzeum Okręgowe w Rzeszowie;
- Bambocciata – akty dziecięce bawiących się w ogrodników, rysunek ołówkiem, sygnowane „Heidelberg 1847”, Biblioteka Narodowa;
- Portret Cieszkowskiego – olej, sygnowany 1855, MNW;
- Portret Róży z Lubomirskich Potockiej, olej, sygnowany 1864, MNW;
- Portret Anny Potockiej – (kopia obrazu z XVII w.) olej, sygnowany, 1868, MNW;
- Portret Konstantego Branickiego – rysunek ołówkiem, MNW;
- Portret Władysława Branickiego – akwarela, MNW;
- Portret Róży z Potockich Krasińskiej – rysunek ołówkiem, sygnowany, MNW[13].

Ponadto jest autorką licznych zachowanych studiów portretowych i studiów głów oraz szkicowników pochodzących m.in. z pobytu w Baden-Baden w 1856 roku i Aix w 1865 roku.